# Genombrottsprogram
En killer application (engelsk term, ibland används även killer app), (eller genombrottsprodukt) är ett datorprogram som är så användbart att folk kommer att köpa en speciell hårdvara (dator, spelkonsol) och / eller ett operativsystem för att köra programmet.
Det första exemplet på en genombrottsprodukt inom datorområdet anses allmänt vara kalkylprogrammet VisiCalc, som var det första datorprogrammet som gjorde beräkningarna på ett kalkylblad (på engelska benämnt spreadsheet). VisiCalc blev en killer application för datorn Apple II. Maskinen tillsammans med programmet VisiCalc köptes i tusental av finansmän (speciellt aktiemäklare).
Nästa exempel är ett annat kalkylblad, Lotus 1-2-3. Försäljningen av IBM:s PC hade varit trög tills 1-2-3 släpptes på marknaden, och bara månader senare var IBM:s PC den bäst säljande datorn.
En killer application kan ge en viktig marknadsnisch för en udda marknadsprodukt. Aldus Pagemaker och Adobe Postscript gav den grafiska designen och nischen för desktop publishing till Apple Macintosh i senare delen av 1980-talet, en nisch den har behållit tills i dag trots att PC som kör Windows har haft samma programversioner på marknaden sedan tidigare delen av 1990-talet.
Termen killer application har fått många nya användningsområden. E-postens användbarhet gjorde att många människor började använda Internet, och webbläsaren Mosaic har allmänt fått erkännande för den snabba tillväxten i början av World Wide Web. Termen har också använts på datorspel som fått konsumenter att köpa en speciell spelkonsol för att spela dem.
Utvecklare av ny teknik tenderar nu för tiden att lägga mycket ansträngningar på att försöka skapa nästa killer application för sin teknik, i hopp om att det skall bli genombrottet för att få tekniken accepterad på marknaden. Detta har lett till växande listor med funktioner hos till exempel mobiltelefoner, såsom textmeddelande, digitalkamera, mp3-spelare och så vidare, trots att många vidhåller att den verkliga killer app för telefontekniken är, och har alltid varit, möjligheten till omedelbar röstöverföring från punkt till punkt.
Datorexperter använder ibland uttrycket med referenser till andra tekniker för att förklara betydelsen för lekmän. I detta sammanhang syftar en killer application på ett särskilt användande av tekniken som gör tekniken populär och framgångsrik. Termen används speciellt när tekniken har existerat tidigare men inte "lyft" före introduktionen skett av en killer applikation. Exempel på detta är:
- telefon (mikrofon och hörtelefon) - att kunna tala på distans med nära och kära (teletransmission)
- ångmaskinen - järnvägstransporter (fast användningen inom industrin hade större betydelse)
- gummi - slangdäck, eller regnrocken
- bensinmotorn - bilen (fast motorbåtarnas "encylindriga" motorer hade störst spridning)[förtydliga]